# Rainer Stickelberger

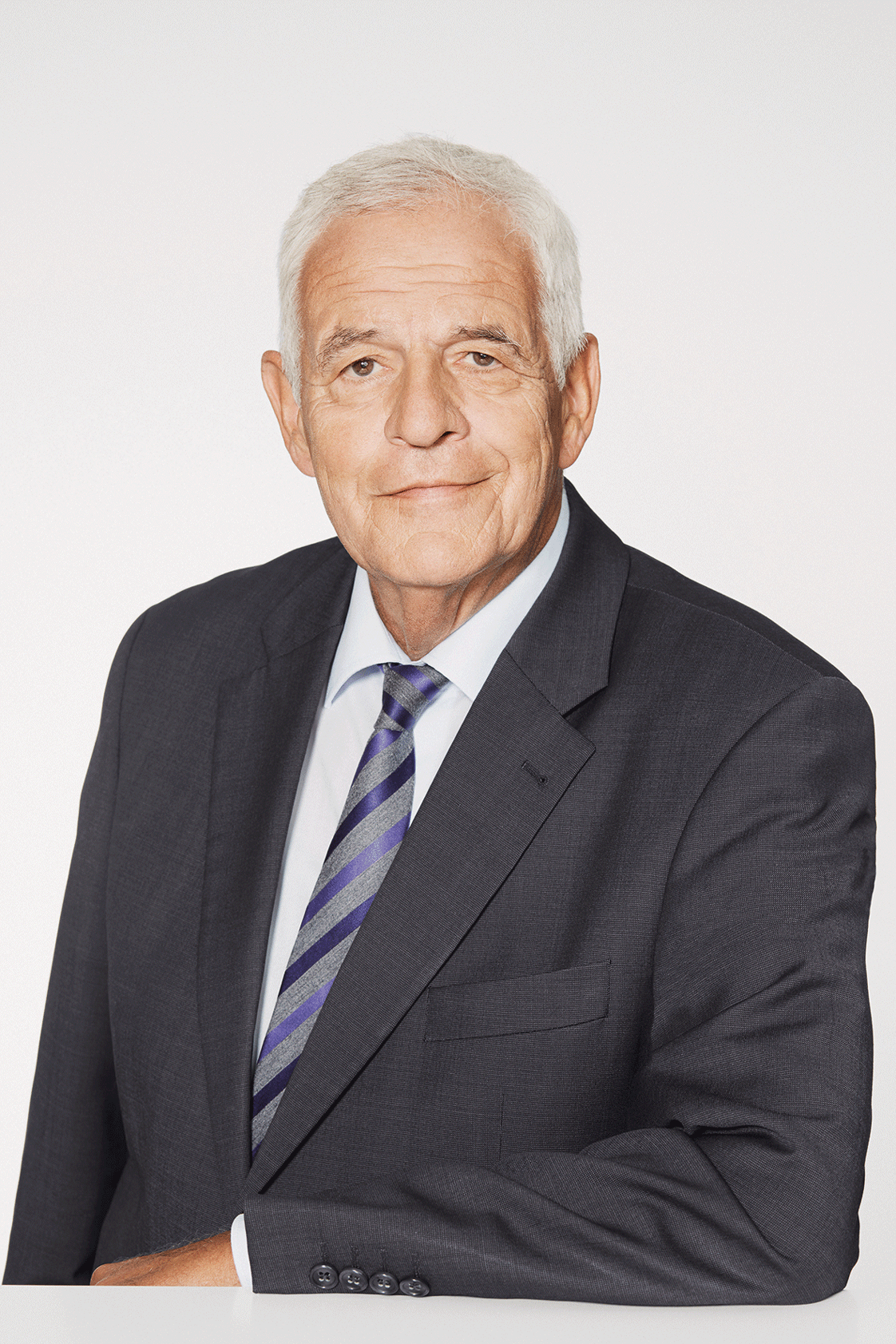
Rainer Stickelberger (2018)

Rainer Stickelberger (* 6. April 1951 in Lörrach) ist ein deutscher Jurist und Politiker (SPD). Er war von 2001 bis 2021 Mitglied des Landtages von Baden-Württemberg und von 2011 bis 2016 Justizminister im Kabinett Kretschmann I.

## Leben

### Ausbildung und Beruf
Stickelberger besuchte zunächst das Kant-Gymnasium in Weil am Rhein und wechselte nach einigen Jahren auf das Hans-Thoma-Gymnasium in Lörrach, wo er 1970 sein Abitur machte. Er studierte in Freiburg im Breisgau Rechtswissenschaften. Zwischen 1979 und 1984 war Stickelberger Richter an den Verwaltungsgerichten in Freiburg und Karlsruhe.
Von 1992 bis Mai 2011 war er in Lörrach als Rechtsanwalt insbesondere in den Bereichen des Kommunalwesens sowie des Bau- und Planungsrechts in einer Kanzlei als Sozius tätig.

### Politische Laufbahn
1971 trat Stickelberger der SPD bei. Zwischen 1984 und 1992 war er Bürgermeister (Erster Beigeordneter) der Stadt Weil am Rhein.
Ab 2001, als er das Direktmandat des Wahlkreises Lörrach erreichte, war Stickelberger Mitglied des Landtags von Baden-Württemberg. Bis Mai 2011 war er rechtspolitischer Sprecher und Justiziar der SPD-Landtagsfraktion.
Wie 2006 erreichte Stickelberger auch 2011 und 2016 das Abgeordnetenmandat als Zweitmandat. Stickelberger ist einer der Vertreter des Landtags von Baden-Württemberg im Rundfunkrat des SWR. Von 2011 bis 2016 war er Justizminister in der grün-roten Koalitionsregierung. Von 2016 bis 2021 war er Vorsitzender des Finanzausschusses des Landtages.
Bei der Landtagswahl 2021 kandidierte er nicht erneut.

### Sonstiges Engagement
Stickelberger engagiert sich im Sportverein seines Heimatortes Weil am Rhein-Haltingen. Darüber hinaus ist er Aufsichtsrat der Baugenossenschaft in Weil am Rhein, Mitglied in der Arbeiterwohlfahrt und weiteren regionalen Organisationen und Vereinen.

### Privates
Stickelberger ist verheiratet und hat eine Tochter. Er ist evangelischer Konfession.

## Politische Positionen

### Stuttgart 21
In der Debatte um das Bahnprojekt Stuttgart 21 äußerte Stickelberger, er stehe „dem Projekt mit einer großen Grundskepsis gegenüber“. Er begründete dies mit der drohenden Vernachlässigung der Oberrheinstrecke sowie schlechten Erfahrungen mit der Zusammenarbeit mit der Deutschen Bahn zu seiner Zeit als Bürgermeister. Als einziger SPD-Minister stimmte er für den Gesetzesentwurf, der durch sein geplantes Scheitern im Landtag zur Volksabstimmung führte.

### Vorratsdatenspeicherung
Stickelberger ist ein Befürworter der Vorratsdatenspeicherung. Nachdem das Bundesverfassungsgericht die ursprüngliche Regelung verworfen hatte, forderte er im März 2013 „zum Schutz von Kindern im Internet“ eine rasche Umsetzung der Vorratsdatenspeicherung. Als Beispiel nannte er pädophile Erwachsene, die sich im Internet mit Kindern verabreden. Er erklärte in diesem Zusammenhang: „Wir müssen ins Netz eingreifen und das Entdeckungsrisiko für jeden potenziellen Täter verstärken. Keiner darf sich sicher sein, dass er nicht entdeckt wird“. Er vertrat die Auffassung, die absolute Netzfreiheit fände damit zwar eine Einschränkung, die Behörden bräuchten diese Richtlinie jedoch, damit sie verstärkten strafrechtlichen Zugriff hätten.

In Fachmedien wurde dies kritisch kommentiert.

### Große Koalition
Im Vorfeld des Mitgliederentscheids der SPD um die Frage einer Regierungsbildung im Jahr 2018 mit der CDU/CSU sprach sich Stickelberger gegen eine solche Koalition aus. Er befürchtete einen Verlust an Glaubwürdigkeit der Partei, der auch nicht durch beachtliche Verhandlungserfolge aufzuwiegen sei.